# Nukundamite
La nukundamite è un minerale.